# 1410
Portal Geschichte | Portal Biografien | Aktuelle Ereignisse | Jahreskalender | Tagesartikel

◄ |
14. Jahrhundert |
15. Jahrhundert
| 16. Jahrhundert | ►

◄ |
1380er |
1390er |
1400er |
1410er
| 1420er | 1430er | 1440er | ►

◄◄ |
◄ |
1406 |
1407 |
1408 |
1409 |
1410
| 1411 | 1412 | 1413 | 1414 | ► | ►►
Staatsoberhäupter  · Nekrolog   · Musikjahr
| Januar | Januar | Januar | Januar | Januar | Januar | Januar | Januar |
| Kw     | Mo     | Di     | Mi     | Do     | Fr     | Sa     | So     |
| ------ | ------ | ------ | ------ | ------ | ------ | ------ | ------ |
| 1      |        |        | 1      | 2      | 3      | 4      | 5      |
| 2      | 6      | 7      | 8      | 9      | 10     | 11     | 12     |
| 3      | 13     | 14     | 15     | 16     | 17     | 18     | 19     |
| 4      | 20     | 21     | 22     | 23     | 24     | 25     | 26     |
| 5      | 27     | 28     | 29     | 30     | 31     |        |        |

| Februar | Februar | Februar | Februar | Februar | Februar | Februar | Februar |
| Kw      | Mo      | Di      | Mi      | Do      | Fr      | Sa      | So      |
| ------- | ------- | ------- | ------- | ------- | ------- | ------- | ------- |
| 5       |         |         |         |         |         | 1       | 2       |
| 6       | 3       | 4       | 5       | 6       | 7       | 8       | 9       |
| 7       | 10      | 11      | 12      | 13      | 14      | 15      | 16      |
| 8       | 17      | 18      | 19      | 20      | 21      | 22      | 23      |
| 9       | 24      | 25      | 26      | 27      | 28      |         |         |

| März | März | März | März | März | März | März | März |
| Kw   | Mo   | Di   | Mi   | Do   | Fr   | Sa   | So   |
| ---- | ---- | ---- | ---- | ---- | ---- | ---- | ---- |
| 9    |      |      |      |      |      | 1    | 2    |
| 10   | 3    | 4    | 5    | 6    | 7    | 8    | 9    |
| 11   | 10   | 11   | 12   | 13   | 14   | 15   | 16   |
| 12   | 17   | 18   | 19   | 20   | 21   | 22   | 23   |
| 1    | 24   | 25   | 26   | 27   | 28   | 29   | 30   |
| 14   | 31   |      |      |      |      |      |      |

| April | April | April | April | April | April | April | April |
| Kw    | Mo    | Di    | Mi    | Do    | Fr    | Sa    | So    |
| ----- | ----- | ----- | ----- | ----- | ----- | ----- | ----- |
| 14    |       | 1     | 2     | 3     | 4     | 5     | 6     |
| 15    | 7     | 8     | 9     | 10    | 11    | 12    | 13    |
| 16    | 14    | 15    | 16    | 17    | 18    | 19    | 20    |
| 17    | 21    | 22    | 23    | 24    | 25    | 26    | 27    |
| 18    | 28    | 29    | 30    |       |       |       |       |

| Mai | Mai | Mai | Mai | Mai | Mai | Mai | Mai |
| Kw  | Mo  | Di  | Mi  | Do  | Fr  | Sa  | So  |
| --- | --- | --- | --- | --- | --- | --- | --- |
| 18  |     |     |     | 1   | 2   | 3   | 4   |
| 19  | 5   | 6   | 7   | 8   | 9   | 10  | 11  |
| 20  | 12  | 13  | 14  | 15  | 16  | 17  | 18  |
| 21  | 19  | 20  | 21  | 22  | 23  | 24  | 25  |
| 22  | 26  | 27  | 28  | 29  | 30  | 31  |     |

| Juni | Juni | Juni | Juni | Juni | Juni | Juni | Juni |
| Kw   | Mo   | Di   | Mi   | Do   | Fr   | Sa   | So   |
| ---- | ---- | ---- | ---- | ---- | ---- | ---- | ---- |
| 22   |      |      |      |      |      |      | 1    |
| 23   | 2    | 3    | 4    | 5    | 6    | 7    | 8    |
| 24   | 9    | 10   | 11   | 12   | 13   | 14   | 15   |
| 25   | 16   | 17   | 18   | 19   | 20   | 21   | 22   |
| 26   | 23   | 24   | 25   | 26   | 27   | 28   | 29   |
| 27   | 30   |      |      |      |      |      |      |

| Juli | Juli | Juli | Juli | Juli | Juli | Juli | Juli |
| Kw   | Mo   | Di   | Mi   | Do   | Fr   | Sa   | So   |
| ---- | ---- | ---- | ---- | ---- | ---- | ---- | ---- |
| 27   |      | 1    | 2    | 3    | 4    | 5    | 6    |
| 2    | 7    | 8    | 9    | 10   | 11   | 12   | 13   |
| 29   | 14   | 15   | 16   | 17   | 18   | 19   | 20   |
| 30   | 21   | 22   | 23   | 24   | 25   | 26   | 27   |
| 31   | 28   | 29   | 30   | 31   |      |      |      |

| August | August | August | August | August | August | August | August |
| Kw     | Mo     | Di     | Mi     | Do     | Fr     | Sa     | So     |
| ------ | ------ | ------ | ------ | ------ | ------ | ------ | ------ |
| 31     |        |        |        |        | 1      | 2      | 3      |
| 32     | 4      | 5      | 6      | 7      | 8      | 9      | 10     |
| 33     | 11     | 12     | 13     | 14     | 15     | 16     | 17     |
| 34     | 18     | 19     | 20     | 21     | 22     | 23     | 24     |
| 35     | 25     | 26     | 27     | 28     | 29     | 30     | 31     |

| September | September | September | September | September | September | September | September |
| Kw        | Mo        | Di        | Mi        | Do        | Fr        | Sa        | So        |
| --------- | --------- | --------- | --------- | --------- | --------- | --------- | --------- |
| 36        | 1         | 2         | 3         | 4         | 5         | 6         | 7         |
| 37        | 8         | 9         | 10        | 11        | 12        | 13        | 14        |
| 38        | 15        | 16        | 17        | 18        | 19        | 20        | 21        |
| 39        | 22        | 23        | 24        | 25        | 26        | 27        | 28        |
| 40        | 29        | 30        |           |           |           |           |           |

| Oktober | Oktober | Oktober | Oktober | Oktober | Oktober | Oktober | Oktober |
| Kw      | Mo      | Di      | Mi      | Do      | Fr      | Sa      | So      |
| ------- | ------- | ------- | ------- | ------- | ------- | ------- | ------- |
| 40      |         |         | 1       | 2       | 3       | 4       | 5       |
| 41      | 6       | 7       | 8       | 9       | 10      | 11      | 12      |
| 42      | 13      | 14      | 15      | 16      | 17      | 18      | 19      |
| 43      | 20      | 21      | 22      | 23      | 24      | 25      | 26      |
| 44      | 27      | 28      | 29      | 30      | 31      |         |         |

| November | November | November | November | November | November | November | November |
| Kw       | Mo       | Di       | Mi       | Do       | Fr       | Sa       | So       |
| -------- | -------- | -------- | -------- | -------- | -------- | -------- | -------- |
| 44       |          |          |          |          |          | 1        | 2        |
| 45       | 3        | 4        | 5        | 6        | 7        | 8        | 9        |
| 46       | 10       | 11       | 12       | 13       | 14       | 15       | 16       |
| 47       | 17       | 18       | 19       | 20       | 21       | 22       | 23       |
| 48       | 24       | 25       | 26       | 27       | 28       | 29       | 30       |

| Dezember | Dezember | Dezember | Dezember | Dezember | Dezember | Dezember | Dezember |
| Kw       | Mo       | Di       | Mi       | Do       | Fr       | Sa       | So       |
| -------- | -------- | -------- | -------- | -------- | -------- | -------- | -------- |
| 49       | 1        | 2        | 3        | 4        | 5        | 6        | 7        |
| 50       | 8        | 9        | 10       | 11       | 12       | 13       | 14       |
| 51       | 15       | 16       | 17       | 18       | 19       | 20       | 21       |
| 52       | 22       | 23       | 24       | 25       | 26       | 27       | 28       |
| 1        | 29       | 30       | 31       |          |          |          |          |

| Januar | Januar | Januar | Januar | Januar | Januar | Januar | Januar |
| Kw     | Mo     | Di     | Mi     | Do     | Fr     | Sa     | So     |
| ------ | ------ | ------ | ------ | ------ | ------ | ------ | ------ |
| 1      |        |        | 1      | 2      | 3      | 4      | 5      |
| 2      | 6      | 7      | 8      | 9      | 10     | 11     | 12     |
| 3      | 13     | 14     | 15     | 16     | 17     | 18     | 19     |
| 4      | 20     | 21     | 22     | 23     | 24     | 25     | 26     |
| 5      | 27     | 28     | 29     | 30     | 31     |        |        |

| Februar | Februar | Februar | Februar | Februar | Februar | Februar | Februar |
| Kw      | Mo      | Di      | Mi      | Do      | Fr      | Sa      | So      |
| ------- | ------- | ------- | ------- | ------- | ------- | ------- | ------- |
| 5       |         |         |         |         |         | 1       | 2       |
| 6       | 3       | 4       | 5       | 6       | 7       | 8       | 9       |
| 7       | 10      | 11      | 12      | 13      | 14      | 15      | 16      |
| 8       | 17      | 18      | 19      | 20      | 21      | 22      | 23      |
| 9       | 24      | 25      | 26      | 27      | 28      |         |         |

| März | März | März | März | März | März | März | März |
| Kw   | Mo   | Di   | Mi   | Do   | Fr   | Sa   | So   |
| ---- | ---- | ---- | ---- | ---- | ---- | ---- | ---- |
| 9    |      |      |      |      |      | 1    | 2    |
| 10   | 3    | 4    | 5    | 6    | 7    | 8    | 9    |
| 11   | 10   | 11   | 12   | 13   | 14   | 15   | 16   |
| 12   | 17   | 18   | 19   | 20   | 21   | 22   | 23   |
| 1    | 24   | 25   | 26   | 27   | 28   | 29   | 30   |
| 14   | 31   |      |      |      |      |      |      |

| April | April | April | April | April | April | April | April |
| Kw    | Mo    | Di    | Mi    | Do    | Fr    | Sa    | So    |
| ----- | ----- | ----- | ----- | ----- | ----- | ----- | ----- |
| 14    |       | 1     | 2     | 3     | 4     | 5     | 6     |
| 15    | 7     | 8     | 9     | 10    | 11    | 12    | 13    |
| 16    | 14    | 15    | 16    | 17    | 18    | 19    | 20    |
| 17    | 21    | 22    | 23    | 24    | 25    | 26    | 27    |
| 18    | 28    | 29    | 30    |       |       |       |       |

| Mai | Mai | Mai | Mai | Mai | Mai | Mai | Mai |
| Kw  | Mo  | Di  | Mi  | Do  | Fr  | Sa  | So  |
| --- | --- | --- | --- | --- | --- | --- | --- |
| 18  |     |     |     | 1   | 2   | 3   | 4   |
| 19  | 5   | 6   | 7   | 8   | 9   | 10  | 11  |
| 20  | 12  | 13  | 14  | 15  | 16  | 17  | 18  |
| 21  | 19  | 20  | 21  | 22  | 23  | 24  | 25  |
| 22  | 26  | 27  | 28  | 29  | 30  | 31  |     |

| Juni | Juni | Juni | Juni | Juni | Juni | Juni | Juni |
| Kw   | Mo   | Di   | Mi   | Do   | Fr   | Sa   | So   |
| ---- | ---- | ---- | ---- | ---- | ---- | ---- | ---- |
| 22   |      |      |      |      |      |      | 1    |
| 23   | 2    | 3    | 4    | 5    | 6    | 7    | 8    |
| 24   | 9    | 10   | 11   | 12   | 13   | 14   | 15   |
| 25   | 16   | 17   | 18   | 19   | 20   | 21   | 22   |
| 26   | 23   | 24   | 25   | 26   | 27   | 28   | 29   |
| 27   | 30   |      |      |      |      |      |      |

| Juli | Juli | Juli | Juli | Juli | Juli | Juli | Juli |
| Kw   | Mo   | Di   | Mi   | Do   | Fr   | Sa   | So   |
| ---- | ---- | ---- | ---- | ---- | ---- | ---- | ---- |
| 27   |      | 1    | 2    | 3    | 4    | 5    | 6    |
| 2    | 7    | 8    | 9    | 10   | 11   | 12   | 13   |
| 29   | 14   | 15   | 16   | 17   | 18   | 19   | 20   |
| 30   | 21   | 22   | 23   | 24   | 25   | 26   | 27   |
| 31   | 28   | 29   | 30   | 31   |      |      |      |

| August | August | August | August | August | August | August | August |
| Kw     | Mo     | Di     | Mi     | Do     | Fr     | Sa     | So     |
| ------ | ------ | ------ | ------ | ------ | ------ | ------ | ------ |
| 31     |        |        |        |        | 1      | 2      | 3      |
| 32     | 4      | 5      | 6      | 7      | 8      | 9      | 10     |
| 33     | 11     | 12     | 13     | 14     | 15     | 16     | 17     |
| 34     | 18     | 19     | 20     | 21     | 22     | 23     | 24     |
| 35     | 25     | 26     | 27     | 28     | 29     | 30     | 31     |

| September | September | September | September | September | September | September | September |
| Kw        | Mo        | Di        | Mi        | Do        | Fr        | Sa        | So        |
| --------- | --------- | --------- | --------- | --------- | --------- | --------- | --------- |
| 36        | 1         | 2         | 3         | 4         | 5         | 6         | 7         |
| 37        | 8         | 9         | 10        | 11        | 12        | 13        | 14        |
| 38        | 15        | 16        | 17        | 18        | 19        | 20        | 21        |
| 39        | 22        | 23        | 24        | 25        | 26        | 27        | 28        |
| 40        | 29        | 30        |           |           |           |           |           |

| Oktober | Oktober | Oktober | Oktober | Oktober | Oktober | Oktober | Oktober |
| Kw      | Mo      | Di      | Mi      | Do      | Fr      | Sa      | So      |
| ------- | ------- | ------- | ------- | ------- | ------- | ------- | ------- |
| 40      |         |         | 1       | 2       | 3       | 4       | 5       |
| 41      | 6       | 7       | 8       | 9       | 10      | 11      | 12      |
| 42      | 13      | 14      | 15      | 16      | 17      | 18      | 19      |
| 43      | 20      | 21      | 22      | 23      | 24      | 25      | 26      |
| 44      | 27      | 28      | 29      | 30      | 31      |         |         |

| November | November | November | November | November | November | November | November |
| Kw       | Mo       | Di       | Mi       | Do       | Fr       | Sa       | So       |
| -------- | -------- | -------- | -------- | -------- | -------- | -------- | -------- |
| 44       |          |          |          |          |          | 1        | 2        |
| 45       | 3        | 4        | 5        | 6        | 7        | 8        | 9        |
| 46       | 10       | 11       | 12       | 13       | 14       | 15       | 16       |
| 47       | 17       | 18       | 19       | 20       | 21       | 22       | 23       |
| 48       | 24       | 25       | 26       | 27       | 28       | 29       | 30       |

| Dezember | Dezember | Dezember | Dezember | Dezember | Dezember | Dezember | Dezember |
| Kw       | Mo       | Di       | Mi       | Do       | Fr       | Sa       | So       |
| -------- | -------- | -------- | -------- | -------- | -------- | -------- | -------- |
| 49       | 1        | 2        | 3        | 4        | 5        | 6        | 7        |
| 50       | 8        | 9        | 10       | 11       | 12       | 13       | 14       |
| 51       | 15       | 16       | 17       | 18       | 19       | 20       | 21       |
| 52       | 22       | 23       | 24       | 25       | 26       | 27       | 28       |
| 1        | 29       | 30       | 31       |          |          |          |          |

## Ereignisse

### Politik und Weltgeschehen

#### Litauerkriege des Deutschen Ordens

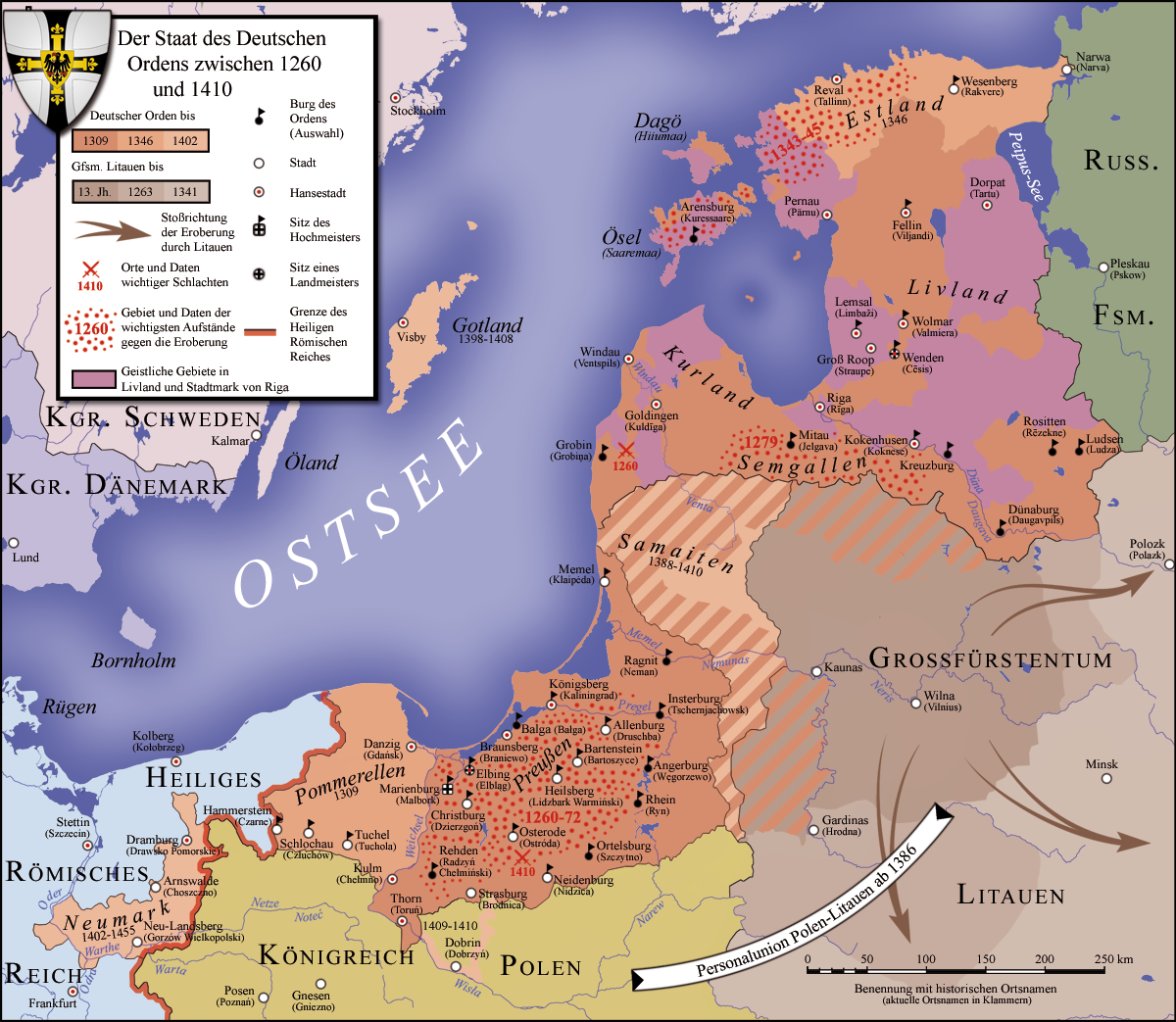
Deutscher Orden bis 1410

Die Niederlage des deutschen Ordensheeres am 15. Juli gegen die Polen und Litauer in der Schlacht bei Tannenberg in Masuren, bei der Großmeister Ulrich von Jungingen, Großkomtur Kuno von Lichtenstein, der Oberste Marschall Friedrich von Wallenrode sowie nahezu die gesamte Führungsschicht des Ordens ums Leben kommen, bedeutet das vorläufige Ende der deutschen Ostexpansion. Zeitgenössische Quellen sprechen von 50.000 bis 100.000 Toten, Verwundeten und Gefangenen in der Schlacht, auch wenn solche Angaben wohl Übertreibungen sind.

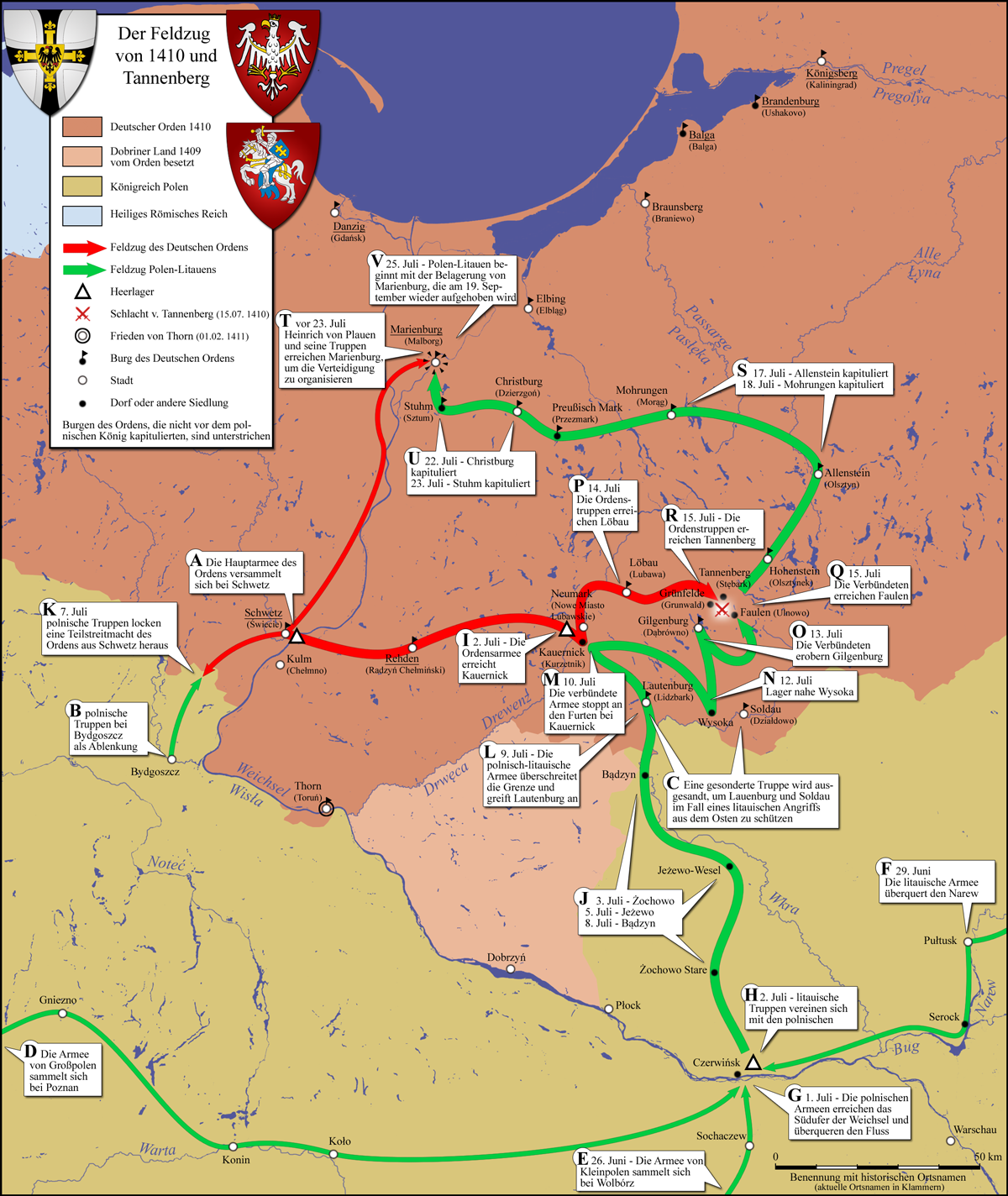
Karte des Feldzugs 1410 mit dem entscheidenden Treffen bei Tannenberg sowie der Belagerung der Marienburg

Vier Tage nach der Schlacht macht sich das polnisch-litauische Heer auf den Weg mit dem Ziel der Ordensburg Marienburg, dem Haupthaus des Ordens, wo es allerdings erst am 26. Juli eintrifft, weil auf dem Weg noch einige sich ergebende Burgen übernommen werden müssen. Ulrichs Nachfolger Heinrich von Plauen organisiert inzwischen die improvisierte Verteidigung der Ordensburg. Nach fast zweimonatiger erfolgloser Belagerung ziehen die Belagerer wegen des hartnäckigen Widerstands sowie wegen mangelnder Versorgung am 19. September ab. Eine Typhusepidemie unter den Litauern und Tataren und nicht zuletzt ein Angriff von König Sigismund von Ungarn auf Südpolen sind weitere Beweggründe, die Belagerung abzubrechen.
Innerhalb von 14 Tagen gelingt es dem Ordensheer, fast das gesamte Ordensland erneut zu besetzen und die von Polen und Litauern eingenommenen Burgen schnell wiederzuerobern. Am 9. November wird Heinrich von Plauen zum Hochmeister gewählt.

#### Heiliges Römisches Reich

##### Königswahl
- 18. Mai: Nach dem Tod König Ruprechts aus dem Hause Wittelsbach streben drei Angehörige des Hauses Luxemburg nach der römisch-deutschen Königskrone:
  - Wenzel von Luxemburg, der schon einmal die Krone getragen hat und 1400 wegen Unwürdigkeit abgewählt wurde, allerdings nie Verzicht geleistet hat,
  - sein jüngerer Bruder Sigismund von Ungarn und
  - deren Cousin Markgraf Jobst von Mähren.
- 20. September: Drei Kurfürsten stimmen für Sigismund als deutschen König. Am 1. Oktober wird Jobst von Mähren mit vier Stimmen zum römisch-deutschen König gewählt. Die entscheidende Stimme erhält er dabei vom böhmischen König Wenzel, dem älteren Bruder Sigismunds.

##### Weitere Ereignisse im Reich
- 10. August: Der erste Rezess, der an jedes Hamburger Kirchspiel verteilt wird, gilt als erste Verfassung Hamburgs.

Karte der Kurpfalz (ohne Oberpfalz) vor der Erbteilung 1410.
Gebiet der Kurpfalz
Reichspfandschaften
Kondominia (gemeinsame Herrschaften mit anderen Landesherren) sind schraffiert

- 3. Oktober: Die Pfalzgrafschaft bei Rhein wird gemäß dem Testament Ruprechts unter seinen vier Söhnen aufgeteilt. Der älteste überlebende Sohn Ludwig III. erhält die Kurpfalz, Johann begründet die Linie Pfalz-Neumarkt und macht im gleichen Jahr Neumarkt in der Oberpfalz zur pfälzischen Residenzstadt, Stefan, der im Juni Anna von Veldenz geheiratet hat, wird Herzog von Pfalz-Simmern-Zweibrücken mit der Residenz Simmern, und Pfalz-Mosbach geht an den jüngsten Sohn Otto I., der seine Residenz nach Mosbach verlegt.

#### Frankreich
- 15. April: Charles de Valois, duc d’Orléans, Sohn des 1407 vom burgundischen Herzog Johann Ohnefurcht ermordeten Louis de Valois, duc d’Orléans, heiratet Bonne, die elfjährige Tochter des Grafen Bernard VII. von Armagnac. Charles und Bernard bilden auf der Hochzeit eine Liga, die bald als Armagnacs bekannt wird und gegen Johanns Anhänger, die Bourguignons, gerichtet ist. Graf Bernard rekrutiert Soldaten in Südfrankreich, die bald die Umgebung von Paris verwüsten und dabei bis zur Faubourg Saint-Marcel im Südosten der Stadt vordringen.
- 2. November: Der im Haus von Jean de Valois, duc de Berry, unterzeichnete Vertrag von Bicêtre soll im französischen Bürgerkrieg der Armagnacs und Bourguignons Frieden bringen. Die Vereinbarung wird jedoch in der Folgezeit genauso wenig eingehalten wie der Vertrag von Chartres aus dem Vorjahr.

#### Sizilien / Iberische Halbinsel

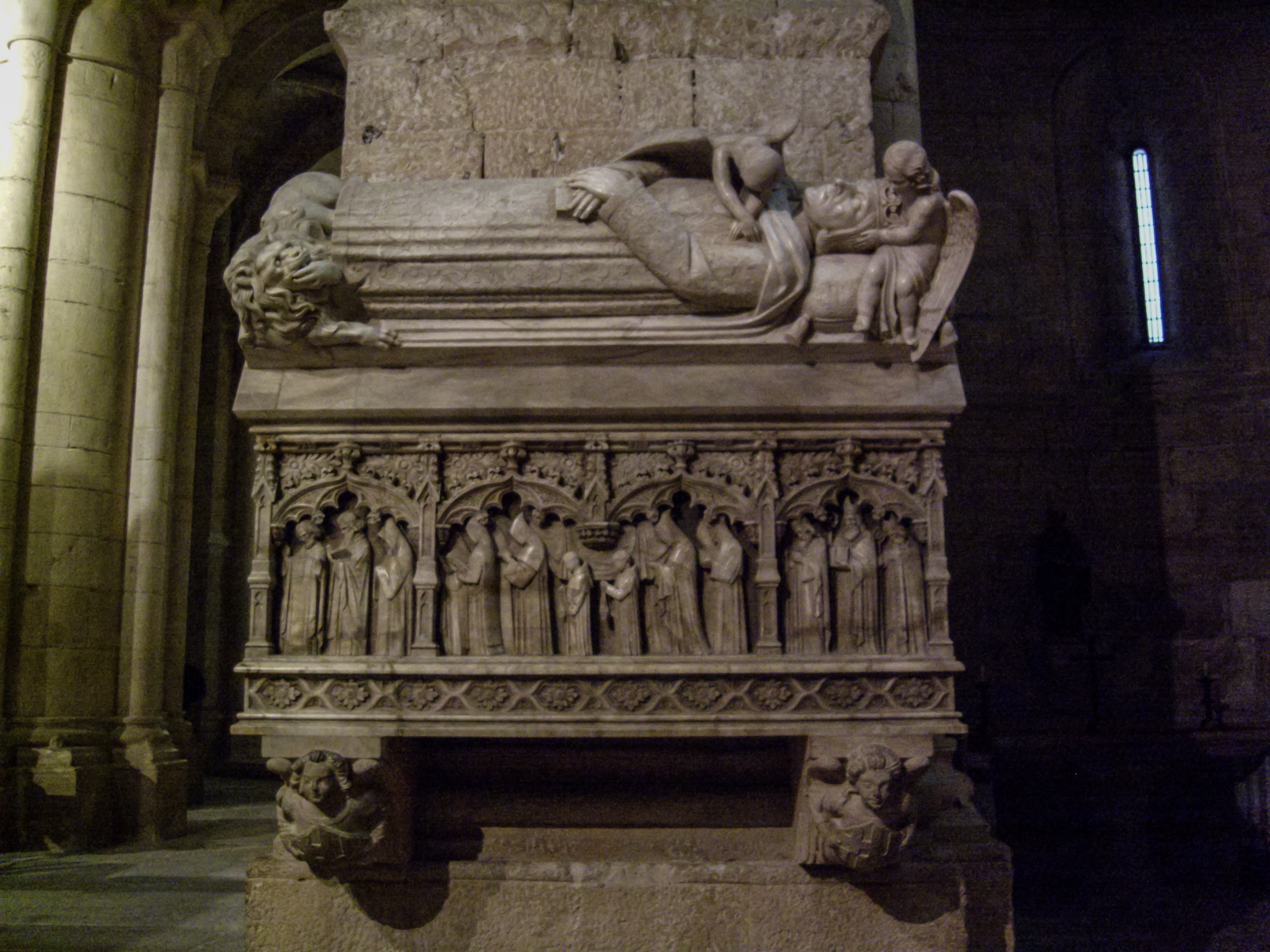
Grabmal Martins I.

- 31. Mai: Der Tod Martins I., der keine Erben hinterlässt, führt zu Thronstreitigkeiten um Aragón und Sizilien, die bis 1412 andauern.
- 16. September: Im Rahmen der Reconquista erobert das Heer des Thronprätendenten Ferdinand I. von Aragón die andalusische Stadt Antequera, von den Mauren Medina Antaquira genannt.

### Religion
- 9. März: Die Bulle von Gegenpapst Alexander V. wird in Prag bekannt, welche die Auslieferung der Schriften John Wyclifs und den Widerruf seiner Lehren fordert. Jan Hus lässt sich davon nicht beeindrucken und predigt weiter in der Bethlehemskapelle auch über kirchliche Missstände.

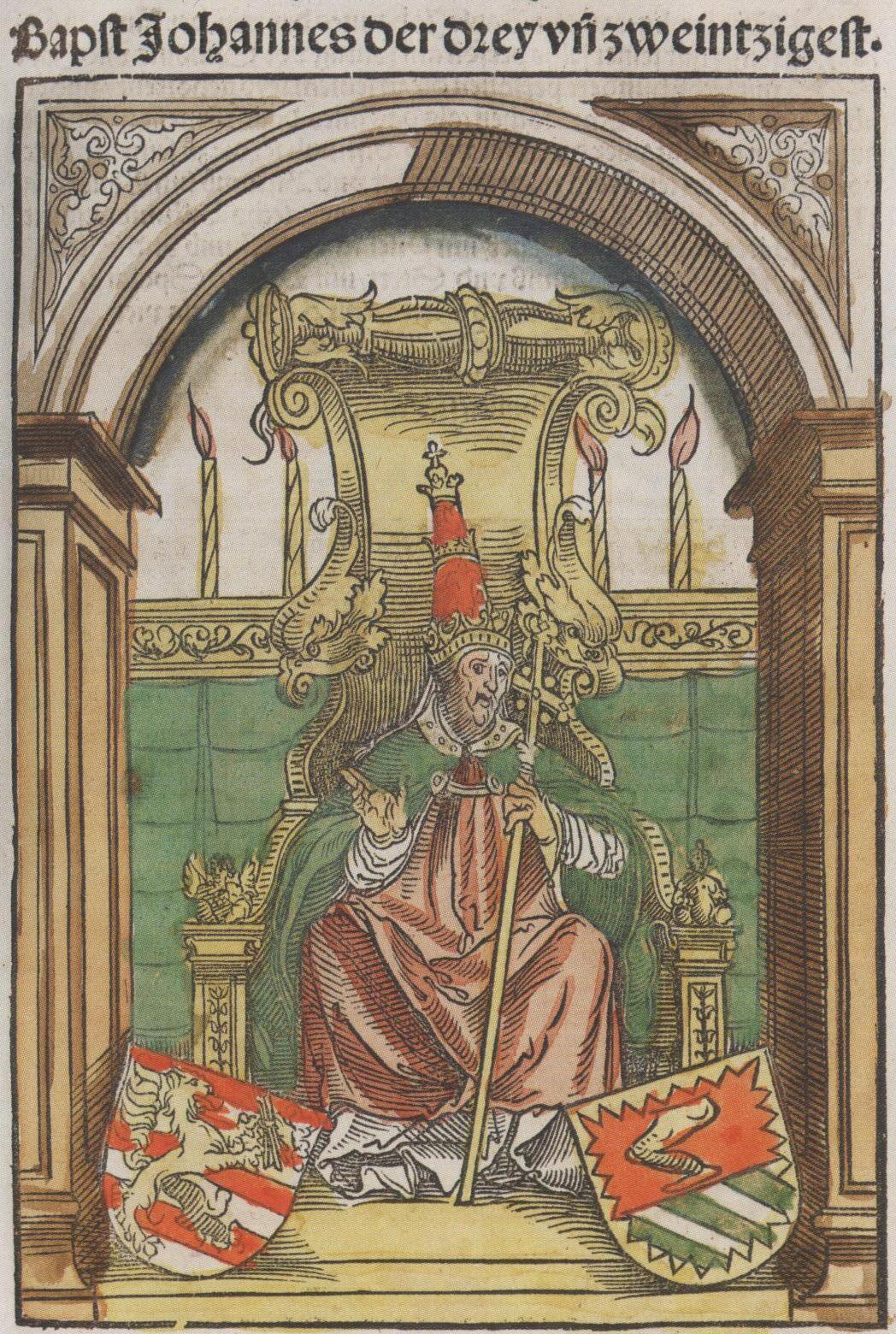
Johannes XXIII. in der Konstanzer Konzilschronik von Ulrich Richental

- 14. Mai: Nach dem Tod von Gegenpapst Alexander V. wird Baldassare Cossa zu seinem Nachfolger gewählt. Er nennt sich Johannes XXIII. und wird am 24. Mai zum Priester geweiht. Tags darauf wird er zum Bischof erhoben und am selben Tag als Papst gekrönt. Sein Papstsitz ist zunächst Bologna.

## Geboren

### Geburtsdatum gesichert
- 27. April: Johann von Lannoy, westflämischer Adliger, Statthalter von Holland und Seeland († 1493)
- 14. Juli: Arnold von Egmond, Herzog von Geldern († 1473)
- 01. August: Johann IV., Graf von Nassau-Dillenburg († 1475)
- 14. Oktober: Jacques Juvénal des Ursins, Erzbischof von Reims († 1457)

### Genaues Geburtsdatum unbekannt
- John Clinton, englischer Adliger († 1464)
- Lekë Dukagjini, albanischer Fürst († 1481)
- Nikolaus Eseler der Ältere, deutscher Baumeister († 1483)
- Muhammad VIII., Emir von Granada († 1431)
- Zdenko von Sternberg auf Konopischt, böhmischer Adliger, Diplomat und Politiker († 1476)

### Geboren um 1410
- 1409/1410: Thomas Palaiologos, byzantinischer Prinz, Despot von Morea und Fürst von Achaia († 1465)
- 1410/1411: Heinrich Steinhöwel, frühhumanistischer deutscher Übersetzer und Schriftsteller († 1482 oder 1483)
- Gomes Eanes de Azurara, portugiesischer Historiker († 1474)
- Wildhans von Breitenlandenberg, Schweizer Adeliger und Hauptmann von Greifensee († 1444)
- Everard Digby, englischer Schildknappe († 1461)
- Ludwig von Erlichshausen, Hochmeister des Deutschen Ordens († 1467)
- Martin Le Franc, französischer Autor und Kleriker († 1461)
- Johann von Goch, deutscher Theologe und Kirchenreformer († 1475)
- Johannes von Köln, Baumeister der Gotik († 1481)
- Thomas Vaughan, walisischer Politiker, Höfling, Militär und Diplomat († 1483)
- Domenico Veneziano, italienischer Maler († 1461)

## Gestorben

### Erstes Halbjahr
- 05. März: Matthäus von Krakau, Rektor der Universität Heidelberg, Bischof von Worms (* um 1335/1340)
- 14. März: Spinello Aretino, italienischer Maler (* 1346)
- 16. März: John Beaufort, englischer Adeliger (* um 1371/1373)
- 26. März: Matěj z Knína, tschechischer Vertreter der Hussiten
- 26. April: Johann Münch von Landskron, Bischof von Konstanz
- 03. Mai: Pietro Philargi von Candia, unter dem Namen Alexander V. Gegenpapst in Pisa (* 1340)

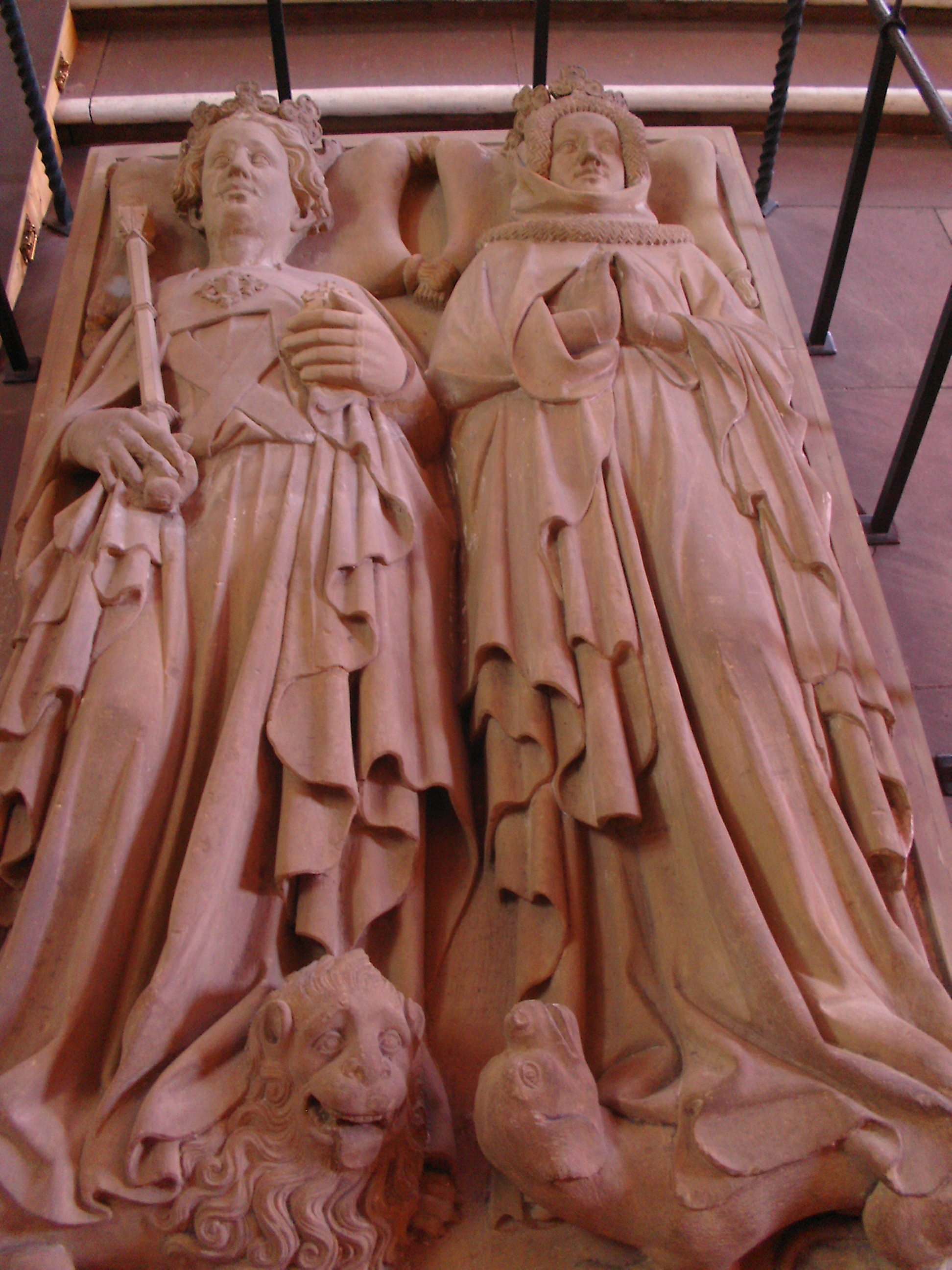
Grab Ruprechts III. und seiner Gattin Elisabeth von Hohenzollern-Nürnberg

- 18. Mai: Ruprecht, römisch-deutscher König sowie Pfalzgraf und Kurfürst der Pfalz (* 1352)
- 31. Mai: Martin I., König von Aragón (* 1356)
- 13. Juni: Bolko III., Herzog von Münsterberg

### Zweites Halbjahr

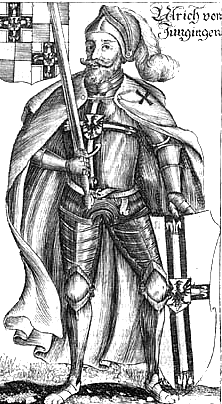
Ulrich von Jungingen

- 15. Juli: Ulrich von Jungingen, Hochmeister des Deutschen Ordens (* 1360)
- 15. Juli: Kuno von Lichtenstein, Großkomtur des Deutschen Ordens (* 1360)
- 15. Juli: Friedrich von Wallenrode, Komtur und oberster Marschall des Deutschen Ordens
- 28. Juli: Johanna Sophie, jüngste Tochter Herzog Albrechts I. von Straubing-Holland  (* 1377)
- 16. August: Francesco Datini, toskanischer Fernhändler, Bankier, Tuchproduzent und Spekulant, hinterlässt größtes Händlerarchiv des Mittelalters (* 1335)
- 19. August: Louis II. de Bourbon, Herzog von Bourbon (* 1337)
- 28. September: Johann Sokol von Lamberg, mährischer Heerführer in der Schlacht bei Tannenberg (* um 1355)
- 16. Oktober: Giovanni Migliorati, Kardinal der katholischen Kirche
- 26. Dezember: Thimo von Colditz, Bischof von Meißen

### Genaues Todesdatum unbekannt
- vor dem 22. Oktober: Hermann Stakkelwege, deutscher Priester und Offizial in Köln

- John Badby, englischer Märtyrer
- Erwin Hartrad, Bürgermeister von Frankfurt am Main
- Przemislaus I., Herzog von Teschen
- Simon III., Landesherr der Herrschaft Lippe
- Berthold von Wehingen, Bischof von Freising (* um 1345)
- Zhang Yuchu, chinesischer Patriarch und Himmelsmeister des Zhengyi-Daoismus (* 1361)

### Gestorben um 1410
- Lütet Attena, ostfriesischer Häuptling
- Theophanes der Grieche, Ikonenmaler und Lehrmeister von Andrej Rubljow